# Jean-Pierre Jabouille
Jean-Pierre Jabouille, francoski dirkač Formule 1, * 1. oktober 1942, Pariz, Francija, † 2. februar 2023.
Jean-Pierre Jabouille je upokojeni francoski dirkač Formule 1. Debitiral je v sezoni 1974 na domači Veliki nagradi Francije z moštvom Iso Marlboro, toda ni se mu uspelo kvalificirati na dirko, podobno kot na Veliki nagradi Avstrije, kjer je z Surteesom dobil drugo priložnost v sezoni. Do točk je prvič prišel v sezoni 1978 na Veliki nagradi ZDA z Renaultom, ki je bil izjemno nezanesljiv, saj je v štirih sezonah zbral le tri uvrstitve med dobitnike točk. Toda poleg tega četrtega mesta sta bili to še njegovi edini zmagi na dirkah za domačo Veliko nagrado Francije v sezoni 1979 in Veliko nagrado Avstrije v sezoni 1980. Toda na predzadnji dirki sezone za Velika nagrada Kanade je doživel nesrečo in se huje poškodoval. Tako je moral spustiti zadnjo dirko te sezone in prvi dirki v naslednji sezoni 1981, po petih odpeljanih dirkah za Ligier pa je postalo jasno, da je nesreča pustila prevelike posledice in moral se je upokojiti.

## Popolni rezultati Formule 1
(legenda) (odebeljene dirke pomenijo najboljši štartni položaj, poševne pa najhitrejši krog, †-uvrščen kljub odstopu)
| Leto | Moštvo                     | Šasija          | Motor                | 1       | 2       | 3       | 4        | 5       | 6       | 7       | 8       | 9       | 10      | 11      | 12      | 13      | 14      | 15      | 16      | 17  | Prv | Toč |
| ---- | -------------------------- | --------------- | -------------------- | ------- | ------- | ------- | -------- | ------- | ------- | ------- | ------- | ------- | ------- | ------- | ------- | ------- | ------- | ------- | ------- | --- | --- | --- |
| 1974 | Frank Williams Racing Cars | Iso Marlboro FW | Ford Cosworth DFV V8 | ARG     | BRA     | JAR     | ŠPA      | BEL     | MON     | ŠVE     | NIZ     | FRA DNQ | VB      | NEM     |         |         |         |         |         |     | -   | 0   |
| 1974 | Team Surtees               | Surtees TS16    | Ford Cosworth DFV V8 |         |         |         |          |         |         |         |         |         |         |         | AVT DNQ | ITA     | KAN     | ZDA     |         |     | -   | 0   |
| 1975 | Elf Team Tyrrell           | Tyrrell 007     | Ford Cosworth DFV V8 | ARG     | BRA     | JAR     | ŠPA      | MON     | BEL     | ŠVE     | NIZ     | FRA 12  | VB      | NEM     | AVT     | ITA     | ZDA     |         |         |     | -   | 0   |
| 1977 | Equipe Renault Elf         | Renault RS01    | Renault V6t          | ARG     | BRA     | JAR     | ZZDA     | ŠPA     | MON     | BEL     | ŠVE     | FRA     | VB Ret  | NEM     | AVT     | NIZ Ret | ITA Ret | ZDA Ret | KAN DNQ | JAP | -   | 0   |
| 1978 | Equipe Renault Elf         | Renault RS01    | Renault V6t          | ARG     | BRA     | JAR Ret | ZZDA Ret | MON 10  | BEL NC  | ŠPA 13  | ŠVE Ret | FRA Ret | VB Ret  | NEM Ret | AVT Ret | NIZ Ret | ITA Ret | ZDA 4   | KAN 12  |     | 17  | 3   |
| 1979 | Equipe Renault Elf         | Renault RS01    | Renault V6t          | ARG Ret | BRA 10  | JAR Ret | ZZDA DNS |         |         |         |         |         |         |         |         |         |         |         |         |     | 13  | 9   |
| 1979 | Equipe Renault Elf         | Renault RS10    | Renault V6t          |         |         |         |          | ŠPA Ret | BEL Ret | MON NC  | FRA 1   | VB Ret  | NEM Ret | AVT Ret | NIZ Ret | ITA 14  | KAN Ret | ZDA Ret |         |     | 13  | 9   |
| 1980 | Equipe Renault Elf         | Renault RE20    | Renault V6t          | ARG Ret | BRA Ret | JAR Ret | ZZDA 10  | BEL Ret | MON Ret | FRA Ret | VB Ret  | NEM Ret | AVT 1   | NIZ Ret | ITA Ret | KAN Ret | ZDA     |         |         |     | 8   | 9   |
| 1981 | Equipe Talbot Gitanes      | Ligier JS17     | Matra V12            | ZZDA    | BRA     | ARG DNQ | SMR NC   | BEL Ret | MON DNQ | ŠPA Ret | FRA     | VB      | NEM     | AVT     | NIZ     | ITA     | KAN     | LVE     |         |     | -   | 0   |